# Jaroszowickie Skały
Skały Jaroszowickie – skały we wsi Jaroszowice w województwie małopolskim, w powiecie wadowickim, w gminie Wadowice. Pod względem geograficznym rejon ten znajduje się na Pogórzu Wielickim, u zachodnich podnóży Jaroszowickiej Góry.
Skały znajdują się nad prawym brzegiem rzeki Skawa, około 1,5 km poniżej zapory wodnej w Świnnej Porębie. Na zboczu Jaroszowickiej Góry jest tutaj wiele zbudowanych z piaskowca skał. Na dwóch z nich uprawiany jest bouldering. Są to skały Czołg i Właz. Jest na nich 12 dróg wspinaczkowych o trudnościach od 4 do 7a+ w skali francuskiej.

Właz
1. Powstaniec 44; 6c
2. Goliat; 6b
3. Obryw; 6a
4. Kanał; 6a

Czołg
1. Cock sucker; 64
2. Pussy hunter; 6c
3. Mantel; 6c+
4. King of anal; 6a
5. Yellow dildo; 6b
6. Pink panties; 7a
7. Bez nazwy; 57a
8. Pink mantel; 7a+[1].

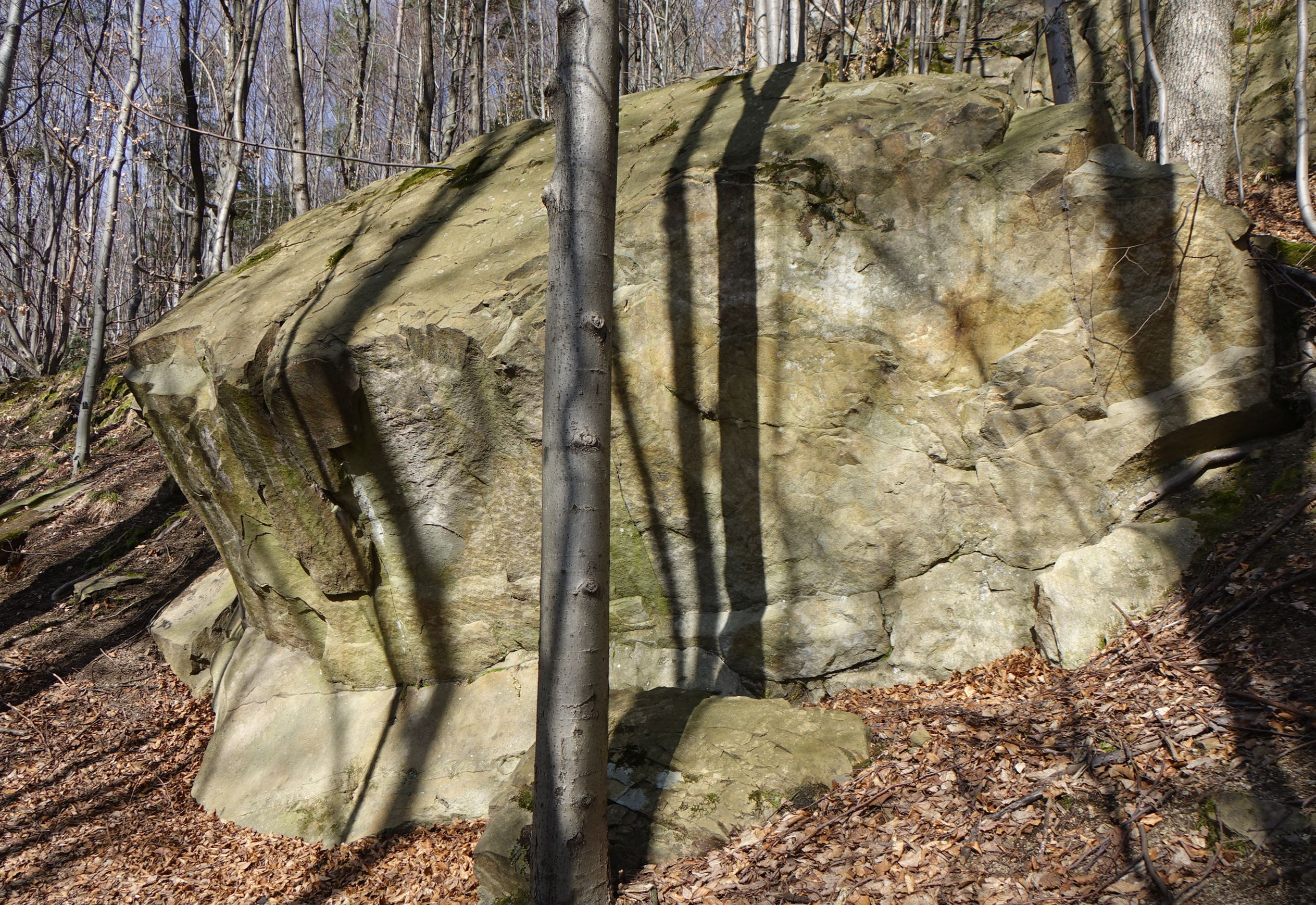
Czołg
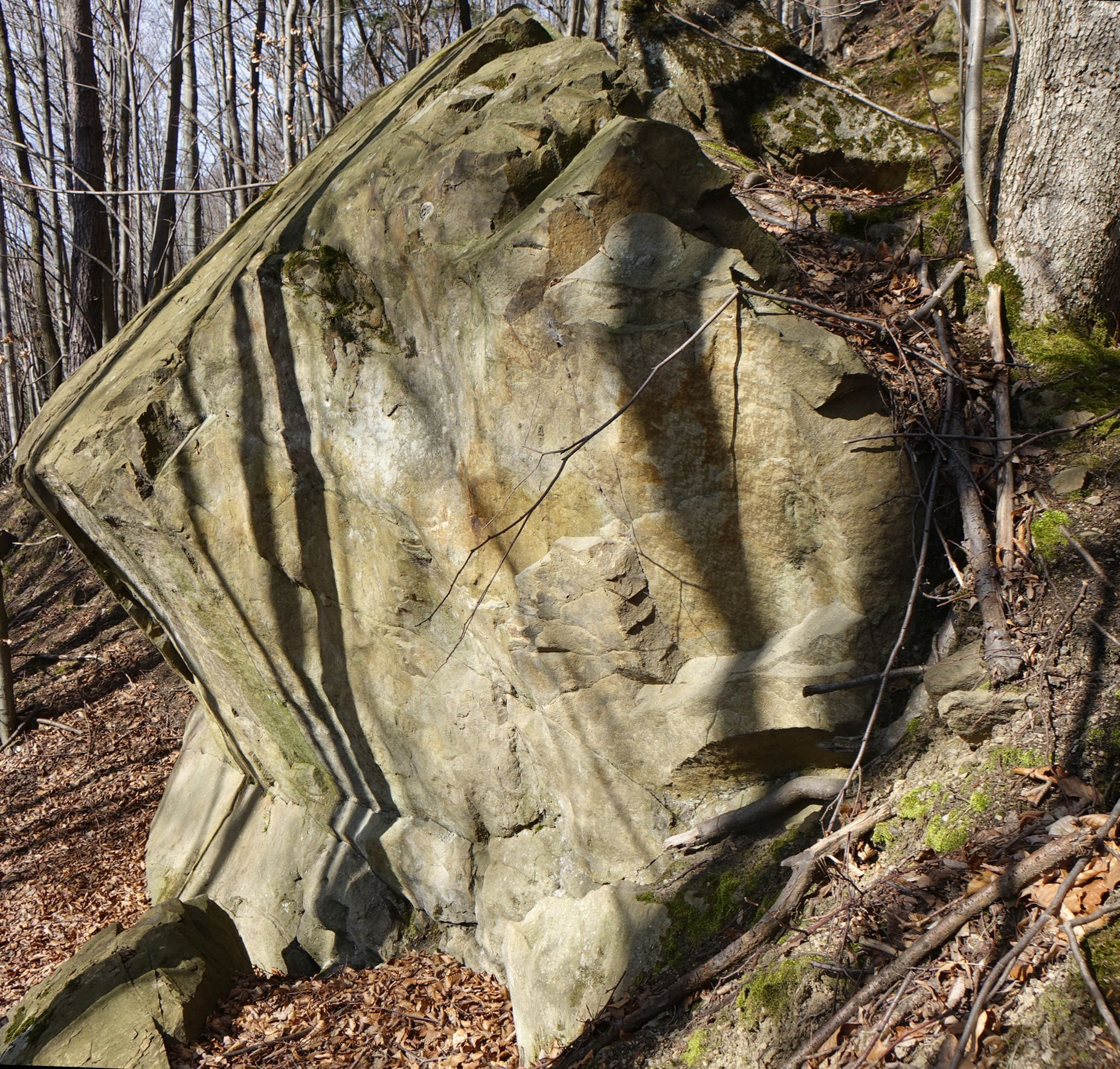
Czołg
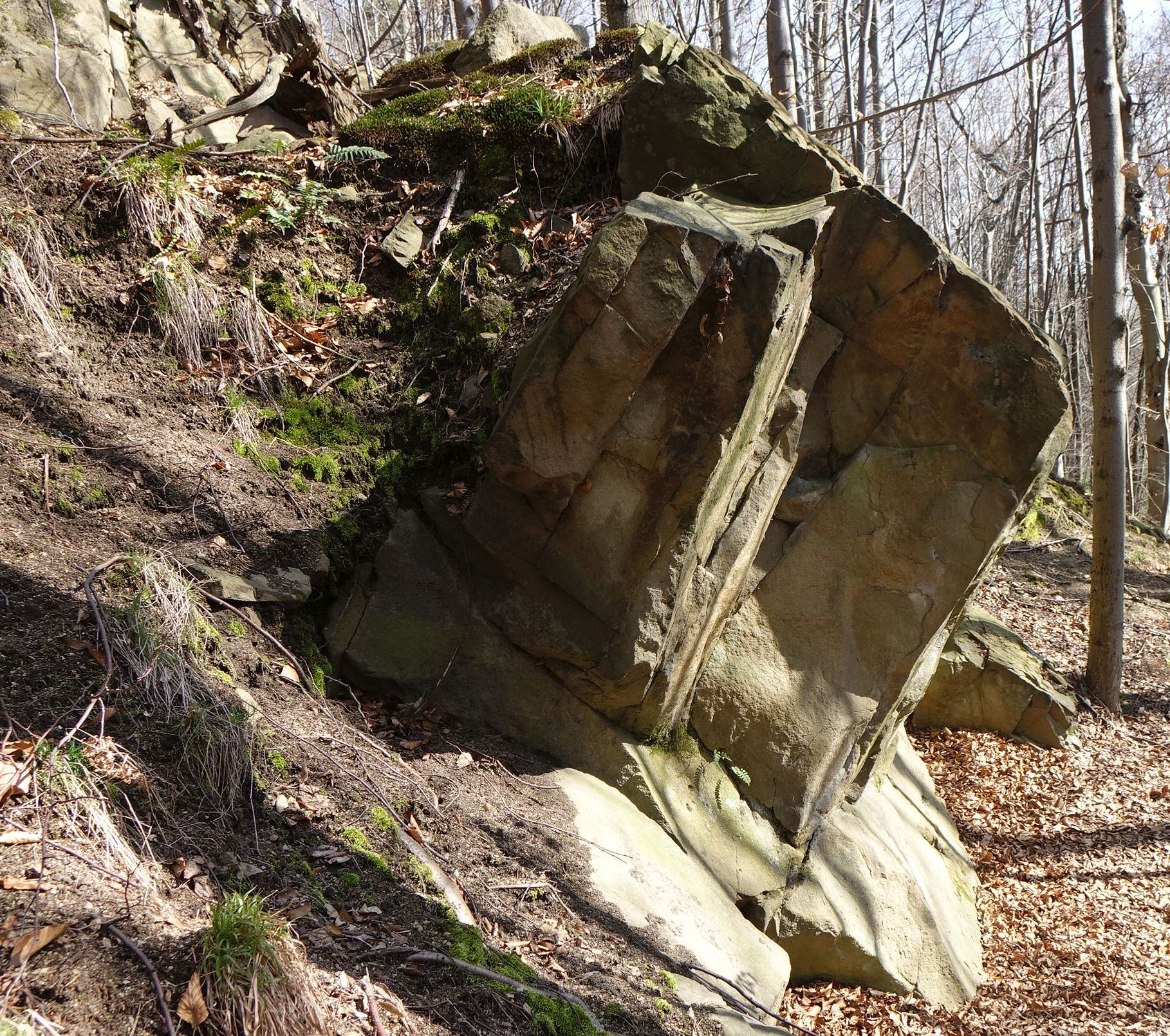
Czołg
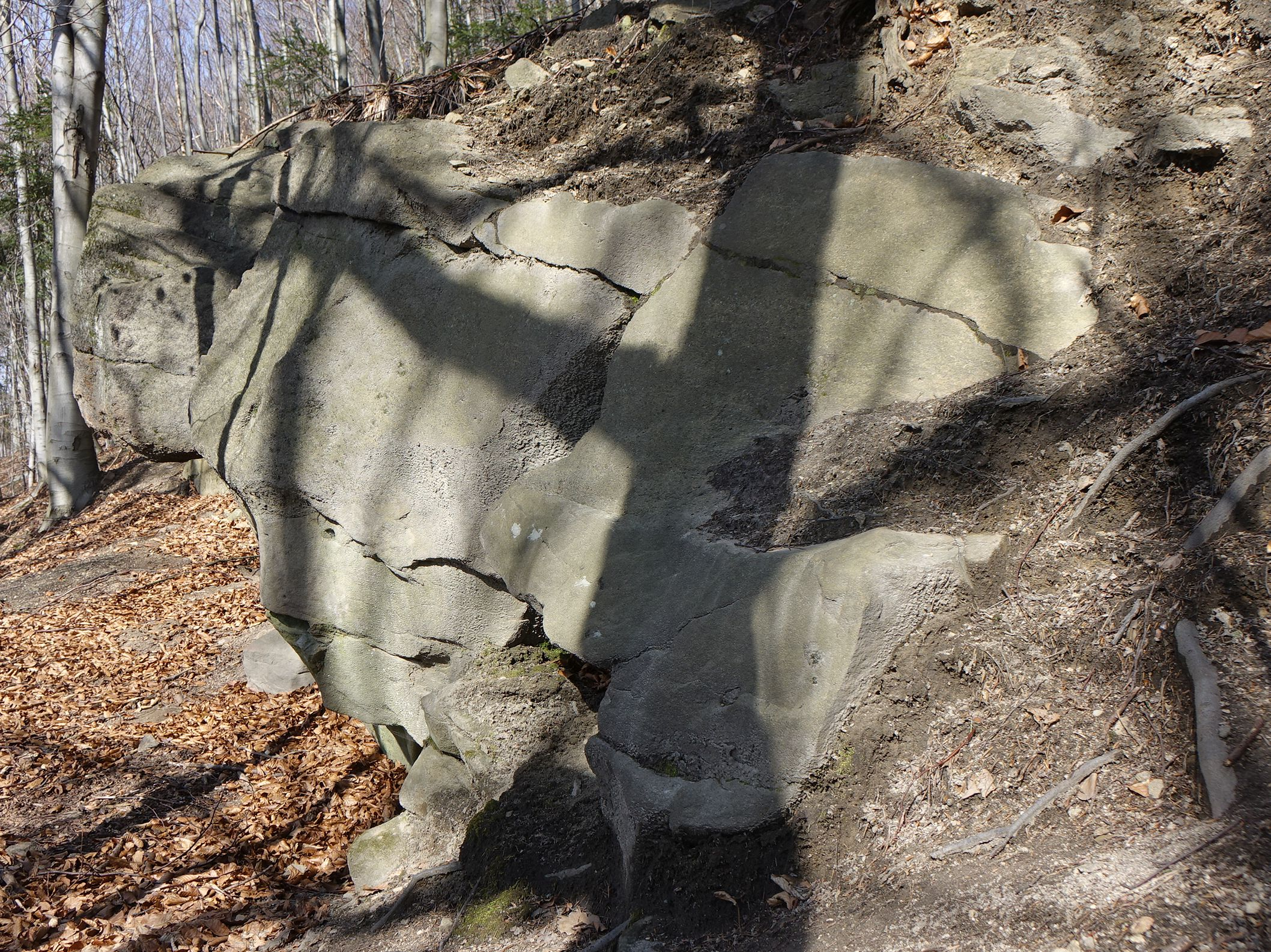
Właz
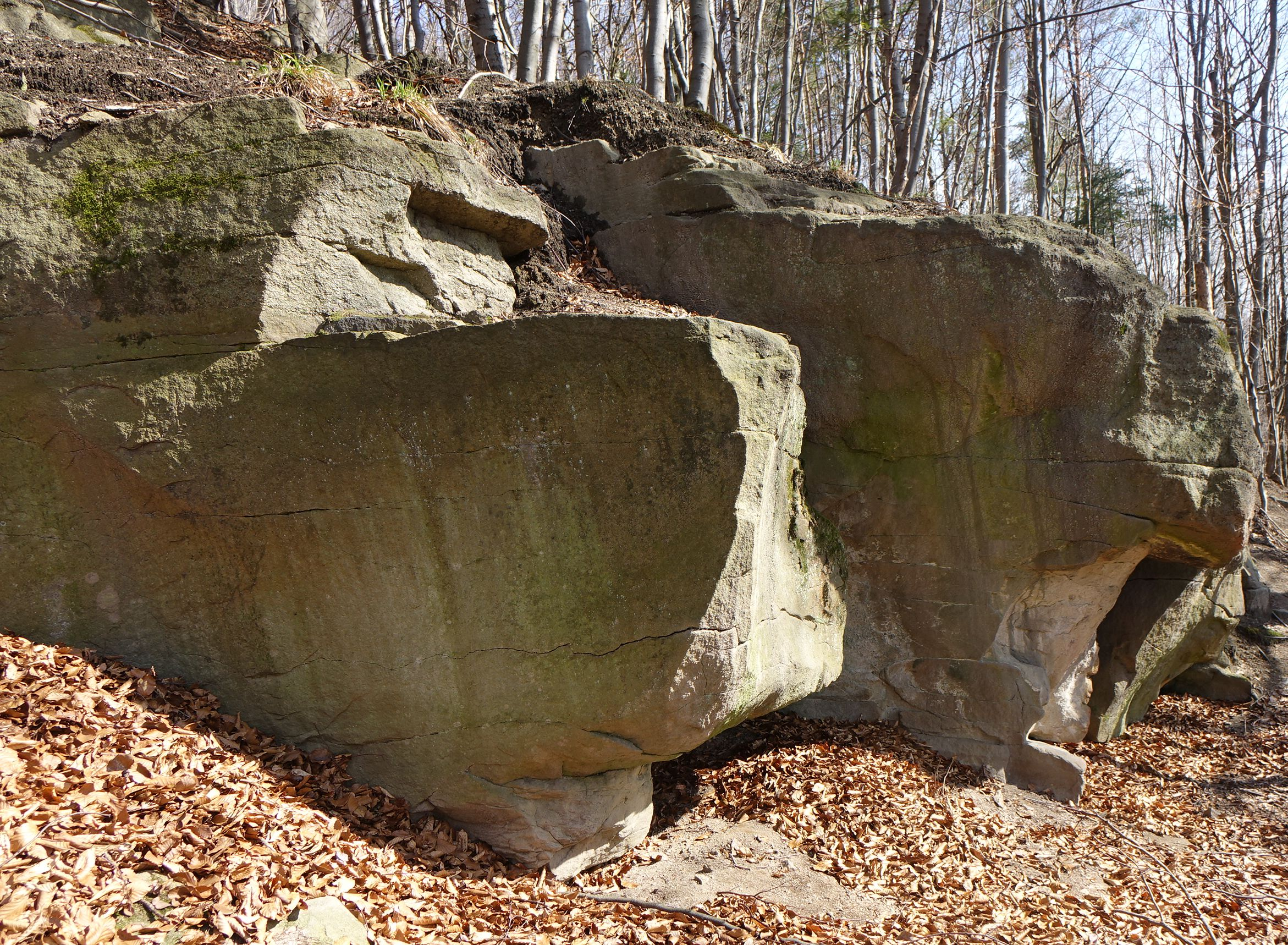
Właz

Na skałach tych nakręcono film „Inwigilacja krzona”, zakwalifikowany do konkursu o Grand Prix Krajowego Festiwalu Górskiego 2007. W Jaroszowicach, przy granicy z Kleczą Dolną, znajduje się jeszcze druga grupa skał – Nowe Skały Jaroszowickie.